# ORDO – Jahrbuch für die Ordnung von Wirtschaft und Gesellschaft
Die Zeitschrift ORDO – Jahrbuch für die Ordnung von Wirtschaft und Gesellschaft ist eine jährlich erscheinende Fachpublikation für den Bereich Wirtschafts- und Sozialwissenschaften.

## Geschichte
ORDO wurde 1948 von dem Ökonomen Walter Eucken und dem Staatswissenschaftler Franz Böhm begründet. Die Zeitschrift war und ist bis heute der zentrale Ort wissenschaftlicher Diskussion des Ordoliberalismus. Der Begriff Ordoliberalismus wurde zur Kennzeichnung einer bestimmten neoliberalen Richtung in Anlehnung an das Jahrbuch geprägt. Im ORDO-Jahrbuch wurde das Konzept der Sozialen Marktwirtschaft theoretisch entwickelt.

## ORDO heute
In ORDO werden Fragen der Wirtschafts- und Gesellschaftsordnung aus einer interdisziplinären, gesellschaftswissenschaftlichen Perspektive behandelt. Dabei überwiegen bislang Artikel von Ökonomen und Juristen gegenüber politikwissenschaftlichen, soziologischen und philosophischen Beiträgen.
Die einzelnen ORDO-Bände sind ungefähr 400 bis 500 Seiten stark. Die durchschnittliche Artikellänge beträgt zirka 17 Seiten. Beiträge werden in deutscher oder in englischer Sprache veröffentlicht. Zur Veröffentlichung eingereichte Manuskripte werden extern und „doppeltblind“ begutachtet (Peer-Review).
ORDO erschien zwischen 1996 und 2015 in gedruckter Form und online im Verlag Lucius & Lucius, Stuttgart. Ab 2016 erscheint das Jahrbuch bei De Gruyter, Berlin. Die ORDO-Bände werden regelmäßig in der Frankfurter Allgemeinen Zeitung und in der Neuen Zürcher Zeitung rezensiert.

## Herausgeber
Schriftleiter sind
| - Oliver Budzinski - Nils Goldschmidt - Martin Leschke | - Stefan Kolev - Christian Müller (federführend) - Ute Schmiel - Gunther Schnabl | - Jan Schnellenbach - Christian Schubert - Heike Schweitzer |
|                                                        |                                                                                  |                                                             |

Weitere Herausgeber sind
| - Thomas Apolte - Walter Hamm - Wolfgang Kerber - Hans Otto Lenel | - Ernst-Joachim Mestmäcker - Wernhard Möschel - Josef Molsberger - Razeen Sally | - Alfred Schüller - Viktor Vanberg - Christian Watrin - Norbert Berthold |

## Namhafte Autoren
In ORDO veröffentlichten unter anderem die Preisträger des Alfred-Nobel-Gedächtnispreis für Wirtschaftswissenschaften
| - James M. Buchanan - Milton Friedman | - Friedrich von Hayek - Thomas C. Schelling | - George J. Stigler |

sowie z. B.
| - Charles B. Blankart - Franz Böhm - Juergen B. Donges - Walter Eucken - Gerd Habermann - Justus Haucap - Stefan Homburg - Otmar Issing - Paul Kirchhof - Roland Kirstein - Israel Kirzner | - Frank H. Knight - Horst Köhler - Lambert T. Koch - Irving Kristol - Ludwig Lachmann - Fritz Machlup - Leonhard Miksch - Alfred Müller-Armack - Rüdiger Pohl - Thorsten Polleit - Karl R. Popper | - Wilhelm Röpke - Murray Rothbard - Jacques Rueff - Alexander Rüstow - Günter Schmölders - Joachim Starbatty - Ulrich van Suntum - Roland Vaubel - Erich Weede - Carl Christian von Weizsäcker - Artur Woll |